# Верис (футбольный клуб)
«Ве́рис» (молд. и рум. Veris) — молдавский футбольный клуб из Кишинёва, основан 26 мая 2011 года в селе Драганешты Сынжерейского района. Генеральный спонсор клуба — молдавский оператор сотовой связи Moldcell.

## История
Футбольный клуб «Верис» был основан в 2011 году. По регламенту проведения Чемпионата Молдовы по футболу, начал выступление в Северном региональном соревновании Дивизионе «Б», где занял первое место в первый же год своего существования. Это дало право команде в следующем сезоне выступать в Дивизионе «А», второй по силе лиге страны. Несмотря на статус новичка, «Верис» стал единоличным лидером таблицы, по итогам сезон «Верис» забил 103 мяча, пропустив всего 5 и занял первое место. В 2013 году клуб вышел в финал Кубка Молдовы по футболу, где встречался с футбольным клубом «Тирасполь». Финал состоялся 26 мая в Кишинёве на стадионе «Зимбру», основное время матча завершилось со счётом 2:2, победу в серии послематчевых пенальти одержал «Тирасполь».
Перед первым сезоном в высшей лиге руководство клуба приняло решение существенно изменить состав, более десяти игроков покинули команду, укрепили состав игроки сборной Молдовы Пётр Раку и Анатолий Дорош. Первый матч в высшей лиге «Верис» сыграл 28 июля 2013 года. Со счетом 3:0 новичок разгромил в гостях «Олимпию», дублем отметился лучший бомбардир Дивизиона «А» прошлого сезона Виорел Фрунзе. По итогам чемпионата 2013/14 команда заняла 3 место.
В декабре 2014 года команда снялась с чемпионата Молдовы, вследствие чего, все игры были аннулированы и пересчитана турнирная таблица. Начиная с сезона 2015/16 клубу запрещено в течение трёх лет принимать участие в любом из эшелонов чемпионата Молдовы по футболу.

## Достижения
- Бронзовый призёр Чемпионата Молдовы (1): 2013/14
- Финалист Кубка Молдовы (1): 2013
- Победитель Дивизиона «А» (1): 2012/13[6]
- Победитель Дивизиона «Б» (1): 2011/12

## Рекорды
- Самая крупная победа — «Верис» 17:0 «Маяк»[7][8]